# Druga hrvatska nogometna liga za žene
Druga hrvatska nogometna liga za žene drugi je  stupanj nogometnih natjecanja za žene u Hrvatskoj. Podijeljena je u dvije skupine: A i B.
Viši rang je 1. hrvatsku nogometnu ligu za žene.

## Osvajači po sezonama
| sezona    | prvaci                                                           | nazivi skupina          | izvor                       |
| --------- | ---------------------------------------------------------------- | ----------------------- | --------------------------- |
| 2000./01. | Mali Mihaljevec                                                  |                         | [ 1 ]                       |
| 2001./02. |                                                                  |                         |                             |
| 2002./03. | Dalmacija Kaštel Stari/Mali Mihaljevec/Beketinci                 | Zapad/Sjever/Istok      | [ 2 ] [ 3 ]                 |
| 2003./04. | Marjan Split/Vuka                                                | Središte/Istok          | [ 4 ]                       |
| 2004./05. | Podravina Ludbreg/Libertas Dubrovnik/Beketinci                   | Varaždin/Zagreb/Osijek  | [ 5 ]                       |
| 2005./06. |                                                                  |                         |                             |
| 2006./07. |                                                                  |                         |                             |
| 2007./08. | Rijeka/Slavonka Ladimirevci                                      | Zapad/Istok             | [ 6 ] [ 7 ] [ 8 ]           |
| 2008./09. |                                                                  |                         |                             |
| 2009./10. |                                                                  |                         |                             |
| 2010./11. |                                                                  |                         |                             |
| 2011./12. |                                                                  |                         |                             |
| 2012./13. |                                                                  |                         |                             |
| 2013./14. | Katarina Zrinski Čakovec/Ombla Dubrovnik/Marsonia Slavonski Brod | Sjever-Zapad/Jug/Istok  | [ 9 ] [ 10 ] [ 11 ]         |
| 2014./15. | Lepoglava/Hajduk Split                                           | Sjever-Zapad/Jug        | [ 12 ] [ 13 ]               |
| 2015./16. | Lepoglava/Neretva Metković                                       | Sjever-Zapad/Jug        | [ 14 ] [ 15 ]               |
| 2016./17. | Dinamo Zagreb/Podravske Sesvete/Ombla Dubrovnik                  | Centar-Zapad/Sjever/Jug | [ 16 ] [ 17 ] [ 18 ]        |
| 2017./18. | Lepoglava/Ombla Dubrovnik/Graničar Županja                       | Sjever-Zapad/Jug/Istok  | [ 19 ] [ 20 ] [ 21 ] [ 22 ] |
| 2018./19. | Lepoglava/Osijek B                                               | Sjever-Zapad/Istok      | [ 23 ] [ 24 ] [ 25 ]        |
| 2019./20. | Donat Zadar/Osijek B                                             | Sjever-Jug/Istok        | [ 26 ] [ 27 ] [ 28 ]        |
| 2020./21. | Rijeka/NŠ Međimurje-Čakovec Čakovec                              | A/B                     | [ 29 ] [ 30 ] [ 31 ]        |
| 2021./22. | Hajduk Split/Koprivnica                                          | A/B                     | [ 32 ] [ 33 ] [ 34 ]        |
| 2022./23. | Gorica Velika Gorica/Međimurje Čakovec                           | A/B                     | [ 35 ] [ 36 ] [ 37 ]        |
| 2023./24. | Neretva Metković/Višnjevac                                       | A/B                     | [ 38 ] [ 39 ] [ 40 ]        |
| 2024./25. | Istra 1961 Pula/Koprivnica                                       | A/B                     | [ 41 ] [ 42 ]               |

## Poveznice
- Hrvatski nogometni savez